# Smolna (Basse-Silésie)
Pour l’article homonyme, voir Smolna.
Smolna est une localité polonaise de la gmina et du powiat d'Oleśnica en voïvodie de Basse-Silésie.